# Herbert Bouffler
Herbert Clifford Bouffler (Londres, 16 de fevereiro de 1881 — ??) foi um ciclista britânico que competiu nos Jogos Olímpicos Intercalados de 1906.